# Louka u Brodských
Louka u Brodských je přírodní památka v severní části obce Chřibská v okrese Děčín. Oblast spravuje CHKO Lužické hory. Důvodem ochrany je jedinečné naleziště prstnatce májového. Nalézají se zde i další ohrožené druhy rostlin. Území má rovněž velký význam estetický a výchovný. V neposlední řadě je význačné i jako refugium pro řadu ohrožených živočišných druhů.